# Выкопанка
Выкопанка — деревня в Луховицком районе Московской области, входит в сельское поселение Головачёвское.
Находится на расстоянии 127 км от Москвы.

## История
В деревне существует отделение совхоза, которое называется также как и деревня — «Выкопанка». До 1960 года это отделение относилось к совхозу «Врачёвы горки».
Во время правления Хрущёва многие совхозы объединяли, поэтому постановлением Совета Министров РСФСР № 355 от 9 марта 1960 года отделение «Выкопанка» совхоза «Врачёвы Горки» было включено в совхоз «Приокский».

## Расположение
- Расстояние от административного центра поселения — деревни Головачёво
  - 4,5 км на северо-восток от центра деревни
  - 4 км по дороге от границы деревни
- Расстояние от административного центра района — города Луховицы
  - 9,5 км на восток от центра города
  - 8 км по дороге от границы города
  - 11 км по дороге от границы города (через Головачёво)

## Улицы
В деревне существуют (или существовали ранее) следующие улицы:
- Огородная улица
- Почтовая улица
- Садовая улица
- Советская улица